# St. Anthony (Iowa)
St. Anthony és una població dels Estats Units a l'estat d'Iowa. Segons el cens del 2000 tenia 109 habitants.

## Demografia
Segons el cens del 2000, St. Anthony tenia 109 habitants, 44 habitatges, i 28 famílies. La densitat de població era de 75,2 habitants/km².
Dels 44 habitatges en un 29,5% hi vivien nens de menys de 18 anys, en un 50% hi vivien parelles casades, en un 11,4% dones solteres, i en un 34,1% no eren unitats familiars. En el 25% dels habitatges hi vivien persones soles el 6,8% de les quals corresponia a persones de 65 anys o més que vivien soles. El nombre mitjà de persones vivint en cada habitatge era de 2,48 i el nombre mitjà de persones que vivien en cada família era de 2,9.
Per edats la població es repartia de la següent manera: un 24,8% tenia menys de 18 anys, un 11% entre 18 i 24, un 35,8% entre 25 i 44, un 15,6% de 45 a 60 i un 12,8% 65 anys o més.
L'edat mediana era de 34 anys. Per cada 100 dones de 18 o més anys hi havia 100 homes.
La renda mediana per habitatge era de 30.625 $ i la renda mediana per família de 37.500 $. Els homes tenien una renda mediana de 26.875 $ mentre que les dones 19.375 $. La renda per capita de la població era de 15.218 $. Entorn del 7,9% de les famílies i el 13,1% de la població estaven per davall del llindar de pobresa.

## Poblacions més properes
El següent diagrama mostra les poblacions més properes.